# Thomas Fogdö
Thomas Fogdö, né le 14 mars 1970 à Gällivare, est un ancien skieur alpin suédois.
Thomas Fogdö est devenu paraplégique, à la suite d'une chute lors d'un entraînement à Aare le 7 février 1995.

## Palmarès

### Jeux Olympiques
| Épreuve / Édition | Albertville 1992 | Lillehammer 1994 |
| Slalom            | 5e               | 5e               |

### Championnats du monde
| Épreuve / Édition | Saalbach 1991 | Morioka 1993 |
| Géant             | -             | 29e          |
| Slalom            | 5e            | 6e           |

### Coupe du monde
- Meilleur résultat au classement général : 9e en 1993
  - Vainqueur de la coupe du monde de slalom en 1993
  - 5 victoires : 5 slaloms
  - 16 podiums

#### Différents classements en coupe du monde
| Saison / Épreuve | Saison / Épreuve | Général | Général | Slalom | Slalom |
| ---------------- | ---------------- | ------- | ------- | ------ | ------ |
| Saison / Épreuve | Saison / Épreuve | Class.  | Points  | Class. | Points |
| 1991             | 1991             | 10e     | 95      | 4e     | 95     |
| 1992             | 1992             | 45e     | 196     | 14e    | 196    |
| 1993             | 1993             | 9e      | 545     | 1er    | 545    |
| 1994             | 1994             | 24e     | 352     | 5e     | 352    |
| 1995             | 1995             | 30e     | 269     | 9e     | 269    |

#### Détail des victoires
| Saison / Épreuve | Slalom                                        | Total |
| 1991             | Waterville Valley                             | 1     |
| 1993             | Val d'Isère Kranjska Gora Lech am Arlberg Åre | 4     |
| Total            | 5                                             | 5     |

## Arlberg-Kandahar
- Meilleur résultat : 2e place dans le slalom 1994 à Chamonix